# 新谷藩

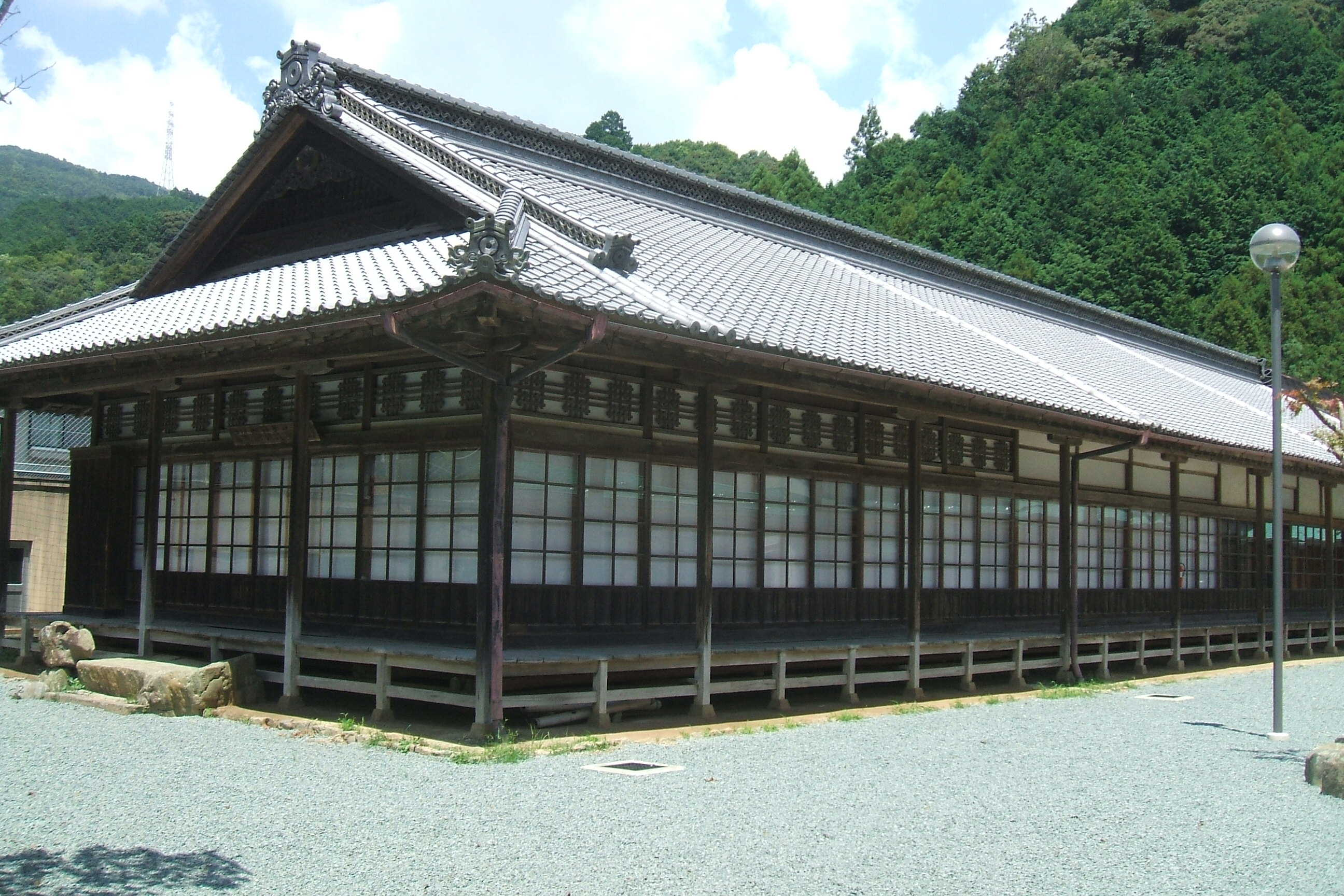
新谷陣屋「麟鳳閣」

新谷藩（にいやはん）は、大洲藩の支藩である。藩庁として新谷（現・大洲市内）に新谷陣屋が置かれた。

## 藩史
元和9年（1623年）、大洲藩2代藩主・加藤泰興の弟・直泰が幕府より1万石分知の内諾を得て成立した。内紛の後、寛永16年（1639年）に藩内分知ということで決着し、寛永19年（1642年）に陣屋が新谷に完成した。藩内分知は本来は陪臣の扱いであるが、新谷藩は幕府より大名と認められた全国唯一の例である。
寛永9年（1632年）、中江藤樹は当藩に任地替えとなったが、母への孝養を理由に故郷の近江国へ脱藩した。
江戸時代後期になると、肱川の氾濫による水害や火災に見まわれ、藩財政は困窮を極め、一時は大洲藩が藩政を執行した。明治初頭での実高は9,693石と、表高の1万石を割り込んでいた。
明治4年（1871年）7月14日、廃藩置県により、旧新谷藩領を管下とする新谷県（草高1万石、現石4890石）が設置された。同年11月15日、第1次府県統合、いわゆる3府72県制の実施により新谷県は廃止され、新たな宇和島県に編入された（本庁・宇和島、支庁・大洲）。その後、神山県を経て愛媛県に編入された。
明治17年（1884年）、新谷加藤家は子爵となり、華族に列した。
なお、陣屋は麟鳳閣として現存し、愛媛県指定文化財となっている。陣屋については明治になり、敷地がいくつかに売却されたため、民家に金蔵が現存している（他に大坂、松本城などに現存）。

## 新谷藩歴代藩主
加藤家
外様　1万石　（1623年 - 1871年）
1. 直泰
2. 泰觚
3. 泰貫
4. 泰広
5. 泰宦
6. 泰賢
7. 泰儔
8. 泰理
9. 泰令